# Град (геометрия)
Град (гон), градиан, метрическая минута, метрическая секунда — единицы измерения плоских углов.
Град (гон) (русское обозначение: град; международное: gon, g) — одна сотая часть прямого угла. Используется также наименование «метрический градус». В Российской Федерации град (гон) допущен к использованию в качестве внесистемной единицы без ограничения срока с областью применения «геодезия».
Исторически плоские углы измеряли в градусах, минутах и секундах. Однако эта непозиционная система была неудобна для практических расчётов, поэтому в конце XVIII века во Франции при введении метрической системы мер в качестве основной единицы измерения плоских углов был предложен град (фр. grade — вариация слова gradus). Название гон (gon — от греч. γονία — угол) используется в Германии, Швеции и некоторых других странах северной Европы.

## Разное
Соотношение града с другими единицами измерения углов описывается формулой:
- 1g = 0,9° = 0°54′ = {\displaystyle {\frac {1}{400}}} оборота = {\displaystyle {\frac {\pi }{200}}} радианов

Иногда для града (международного градуса) используется обозначение C. По аналогии с разбиением градуса на минуты и секунды град (международный градус) разбивают на метрические минуты (CC) и секунды (CCC) — в граде 100 метрических минут, в минуте — 100 секунд. Метрическая минута также иногда называется сантиград.
В настоящее время грады практически не используются, хотя возможность их применения часто закладывается в микрокалькуляторах и различном математическом программном обеспечении.
Град дуги земного меридиана имеет длину 100 километров, метрическая угловая минута - 1 км. Соответственно, если бы переход на грады вместо градусов состоялся, то километр вытеснил бы морскую милю (равную одной традиционной угловой минуте).
Шаговые двигатели обычно имеют 200 или 400 шагов на оборот, то есть, один шаг равен 2 или 1 град.